# Salgar
Salgar là một khu tự quản thuộc tỉnh Antioquia, Colombia. Thủ phủ của khu tự quản Salgar đóng tại Salgar Khu tự quản Salgar có diện tích 418 ki lô mét vuông. Đến thời điểm ngày 28 tháng 5 năm 2005, khu tự quản Salgar có dân số 17391 người.